# Gouvernorats de l'Irak
L'Irak est divisé en 19 gouvernorats ou provinces, appelées muhafazat en arabe (au singulier muhafazah).

## Liste
1. Bagdad  (بغداد)
2. Salah ad-Din  (صلاح الدين)
3. Diyala  (ديالى)
4. Wasit  (واسط)
5. Maysan  (ميسان)
6. Al-Basra  (البصرة)
7. Dhi Qar  (ذي قار)
8. Al-Muthanna  (المثنى)
9. Al-Qadisiyya  (القادسية)
10. Babil  (بابل)
11. Karbala  (كربلاء)
12. An-Najaf  (النجف)
13. Al-Anbâr  (الأنبار)
14. Ninive  (نينوى)
15. Dahuk  (دهوك)
16. Erbil  (اربيل)
17. Kirkouk  (كركوك)
18. As-Sulaymaniya  (السليمانية)
19. Halabja  (امحافظة حلبجة)

Cette liste de gouvernorats a été établie en 1976. En 2014, le gouvernorat d'Halabja est créé, à partir d'un district de la province As-Sulaymaniya.
Chacun de ces 19 gouvernorats est divisée entre 4 et 10 districts (Qadha').

## Ancien gouvernorat
- Gouvernorat du Koweït